# 학려화정
《학려화정》(중국어 간체자: 鹤唳华亭, 정체자: 鶴唳華亭, 병음: Hè lì huá tíng 허리화팅[*])은 2019년 방송되었던 중국의 드라마이다.

## 소개
- 황태자 소정권이 황위를 노리는 형제의 위협으로 주변 사람들을 잃게 되고, 이로 인해 가족을 잃게 된 육문석의 조력을 받아 함께 고난을 헤쳐나가는 이야기를 그린 드라마

## 등장 인물
- 뤄진 - 소정권 역
- 리이퉁 - 육문석 역
- 황지충 (黄志忠) - 소예감 역
- 김한 - 소정당 역
- 하오레이 - 장상봉 역
- 정예청 - 고봉은 역